# Seven de Nueva Zelanda 2014
El Seven de Nueva Zelanda de 2014 fue la decimoquinta edición del torneo de rugby 7 y el quinto torneo de la temporada 2013-14 de la Serie Mundial Masculina de Rugby 7.
Se disputó en las instalaciones del Westpac Stadium de Wellington.

## Fase de grupos

### Grupo A
| Equipo     | Encuentros | Encuentros | Encuentros | Encuentros | Tantos  | Tantos    | Tantos     | Puntos |
| Equipo     | jugados    | ganados    | empatados  | perdidos   | a favor | en contra | diferencia | Puntos |
| ---------- | ---------- | ---------- | ---------- | ---------- | ------- | --------- | ---------- | ------ |
| Inglaterra | 3          | 3          | 0          | 0          | 76      | 19        | +57        | 9      |
| Sudáfrica  | 3          | 2          | 0          | 1          | 58      | 24        | +34        | 7      |
| Gales      | 3          | 1          | 0          | 2          | 52      | 66        | −14        | 5      |
| Portugal   | 3          | 0          | 0          | 3          | 31      | 108       | −77        | 3      |

Nota: Se otorgan 3 puntos al equipo que gane un partido, 2 al que empate y 1 al que pierda

### Grupo B
| Equipo        | Encuentros | Encuentros | Encuentros | Encuentros | Tantos  | Tantos    | Tantos     | Puntos |
| Equipo        | jugados    | ganados    | empatados  | perdidos   | a favor | en contra | diferencia | Puntos |
| ------------- | ---------- | ---------- | ---------- | ---------- | ------- | --------- | ---------- | ------ |
| Fiyi          | 3          | 3          | 0          | 0          | 83      | 26        | +57        | 9      |
| Nueva Zelanda | 3          | 2          | 0          | 1          | 109     | 12        | +97        | 7      |
| Francia       | 3          | 1          | 0          | 2          | 26      | 88        | –62        | 5      |
| España        | 3          | 0          | 0          | 3          | 29      | 121       | −92        | 3      |

### Grupo C
| Equipo         | Encuentros | Encuentros | Encuentros | Encuentros | Tantos  | Tantos    | Tantos     | Puntos |
| Equipo         | jugados    | ganados    | empatados  | perdidos   | a favor | en contra | diferencia | Puntos |
| -------------- | ---------- | ---------- | ---------- | ---------- | ------- | --------- | ---------- | ------ |
| Canadá         | 3          | 3          | 0          | 0          | 70      | 31        | +39        | 9      |
| Argentina      | 3          | 2          | 0          | 1          | 41      | 50        | −9         | 7      |
| Escocia        | 3          | 0          | 1          | 2          | 45      | 53        | −8         | 4      |
| Estados Unidos | 3          | 0          | 1          | 2          | 45      | 67        | −22        | 4      |

### Grupo D
| Equipo    | Encuentros | Encuentros | Encuentros | Encuentros | Tantos  | Tantos    | Tantos     | Puntos |
| Equipo    | jugados    | ganados    | empatados  | perdidos   | a favor | en contra | diferencia | Puntos |
| --------- | ---------- | ---------- | ---------- | ---------- | ------- | --------- | ---------- | ------ |
| Australia | 3          | 3          | 0          | 0          | 72      | 17        | +55        | 9      |
| Samoa     | 3          | 2          | 0          | 1          | 67      | 34        | +33        | 7      |
| Kenia     | 3          | 1          | 0          | 2          | 52      | 55        | −3         | 5      |
| Tonga     | 3          | 0          | 0          | 3          | 19      | 104       | −85        | 3      |

## Fase Final

### Cuartos de final
| 8 de febrero | Inglaterra | 21 - 5 | Samoa |  |  |

| 8 de febrero | Canadá | 0 - 24 | Nueva Zelanda |  |  |

| 8 de febrero | Australia | 0 - 10 | Sudáfrica |  |  |

| 8 de febrero | Fiyi | 29 - 7 | Argentina |  |  |

### Semifinal
| 8 de febrero | Inglaterra | 0 - 31 | Nueva Zelanda |  |  |

| 8 de febrero | Sudáfrica | 10 - 0 | Fiyi |  |  |

### Final
| 8 de febrero | Nueva Zelanda | 21 - 0 | Sudáfrica |  |  |

| Bandera de Nueva Zelanda |
| Campeón Nueva Zelanda    |
| 2º título del circuito   |